# فلامك جنيدي
فلامك جُنيدي (بالفارسية: فلامک جنیدی) ( 1972) ممثلة تلفزيونية إيرانية.

## المسار المهني
شاركت في بداياتها ضمن أكثر من مسلسل تلفزيوني أشهرها المسلسل التلفزيوني تشار خونة و بعدها بدأت تشارك في الأعمال التلفزيونية الإيرانية مثل جزاء برزوق و مرضي شهبي باري.

### الأعمال التلفزيونية
| عام       | عنوان             | مخرج         | حرف          |
| --------- | ----------------- | ------------ | ------------ |
| 2004      | جايزي بوزورج      | مهران موديري |              |
| 2005-2006 | Shabhaye Barareh  | مهران موديري | شدوونه خانوم |
| 2007      | شار خونة          | سروش سيهات   | رنا جمالي    |
| 2008      | مرد هيزار-شهره    | مهران موديري | سحر جندقي    |
| 2009      | مرض دو هيزار شهره | مهران موديري | سحر جندقي    |
| 2010      | غافه طلخ          | مهران موديري | كابوتار      |

## روابط خارجية
- فلامك جنيدي على موقع IMDb (الإنجليزية)
- فلامك جنيدي على موقع قاعدة بيانات الفيلم (الإنجليزية)